# Amediči
L'Amediči (in russo Амедичи?) è un fiume della Russia siberiana orientale (Repubblica Autonoma della Jacuzia), affluente di sinistra dell'Aldan (bacino idrografico della Lena).
Nasce dal versante settentrionale dei monti Stanovoj, scorrendo successivamente attraverso l'altopiano dell'Aldan, sfociando poi nell'Aldan nel suo alto corso, a 1944 km dalla foce. Nel suo bacino idrografico si trovano circa 300 laghi.
I suoi maggiori tributari sono l'Aldakaj (79 km) e lo Jarogu (87 km), i quali provengono dalla sinistra idrografica.